# سنجاب پرنده کوچک
سنجاب پرنده کوچک (نام علمی: Petinomys fuscocapillus) نام یک گونه از تبار سنجاب پرنده است.